# The Calling (groupe)
Pour les articles homonymes, voir The Calling.
The Calling est un groupe de rock alternatif américain, originaire de Los Angeles, en Californie. Formé par Alex Band et Aaron Kamin, le groupe était entouré des musiciens Sean Woolstenhulme à la guitare, Billy Mohler à la basse, et Nate Wood à la batterie. Un de leurs plus grands succès est la chanson Wherever You Will Go.

## Biographie

### Débuts (2000)
Au départ, Aaron rencontre Alex par le biais de la sœur, avec laquelle il sort. Alex Band est né Alexander Max Band le 8 juin 1981 en Californie. Très tôt ses parents divorcent et il dût vivre avec ses deux demi-frères. Il signait à l'âge de 15 ans avec RCA Records puis prit des cours par correspondance afin de se lancer pleinement dans sa passion : la musique. Aaron Kamin est né Aaron Kamm Kamin le 10 août 1977 en Californie. Kamin et Band commencent d'abord à jammer et écrire des chansons vers 1996, sous le nom de Generation Gap, avec un batteur qui avait deux fois leur âge. Les trois autres membres de la formation (Sean Woolstenhulme en seconde guitare, Billy Mohler à la basse et Nate Wood à la batterie/percussions) les rejoignent un peu plus tard. 
En 2000, ils participent au film Coyote Ugly (Coyote Girls en français), dans lequel ils donnent un concert. 

### Camino Palmero(2001–2003)
En 2001 ils sortent leur premier album, Camino Palmero, qui a eu un très grand succès aux États-Unis, et qui sort en France un an plus tard. En juin 2002, Woolstenhulme quitte The Calling ; il est plus tard remplacé par Dino Meneghin. Mohler et Wood partent en octobre 2002,. En novembre 2003, les anciens membres Wood et Mohler poursuivent Band, Kamin, et le management du groupe, les accusant de fraudes. Ils clament qu'ils leur avaient promis une part des gains et profits des tournées en 2001 et 2002,.
Leur chanson signature, Wherever You Will Go, atteint la première place du classement Adult Pop de la décennie au magazine Billboard.

### Twoet séparation (2004–2005)
En 2004, The Calling revient avec Two, Two comme deuxième album, mais aussi comme deux musiciens car le groupe se résume alors au chanteur Alex Band et au guitariste Aaron Kamin. Pour cette nouvelle tournée, The Calling se dote de nouveaux musiciens : Justin Derrico alias Chops et Daniel Damico alias Arms à la guitare (Aaron ayant décidé de se retirer de la scène), Corey Britz à la basse, et Justin Meyer à la batterie. En 2005, Alex annonce que le groupe prend une pause (finalement définitive) et il se lance lui-même dans une carrière solo. 
Alex sort alors son premier album le 29 juin 2010 aux États-Unis, intitulé We've All Been There. En 2013, le groupe souhaite se reformer presque après 10 ans de pause, en voulant retourner sur les planches, malheureusement Alex fut victime d'un kiddnapping peu avant le concert. Le groupe ne dura que le temps de quelques concerts, pour se séparer à nouveau.

### Reformation de The Calling
En 2017, le groupe décide finalement de se reformer avec d'autres musiciens. Ils enchaînent les concerts dans des salles de taille moyenne sans sortir de nouvel album.
En 2020, le groupe lance une tournée européenne (The Calling of Europe), comportant une vingtaine de concerts sur une durée de trois mois.

## Membres

### Derniers membres
- Alex Band - chant (1999-2005, 2013)
- Sean Kipe - guitare solo, chœurs (2013)
- Jake Fehres - basse (2013)
- Art Pacheco - batterie (2013)

### Anciens membres
- Aaron Kamin - guitare solo, chœurs
- Sean Woolstenhulme - guitare rythmique, chœurs
- Billy Mohler - basse, chœurs
- Nate Wood - batterie, percussions, chœurs
- Dino Meneghin - guitare rythmique, chœurs

### Musiciens de tournée
- Kaveh Rastegar - basse (2003)
- V - basse (2004)
- Justin Derrico - guitare (2003-2004)
- Daniel Damico - guitare rythmique, chœurs, claviers (2003-2004)
- Corey Britz - guitare basse, chœurs, claviers (2003-2004)
- Justin Meyer - batterie, percussions (2003-2004)

## Discographie

### DVD
- 2002 : The Calling - Live In Italy

## Récompenses
- Album d'or : Camino Palmero (8 janvier 2002)
- Teen Choice Awards : Best Rock Song pour Adrienne (août 2002)
- MTV Europe Award : Best New Act (14 novembre 2002)
- NRJ Music Awards : Meilleur groupe international (2003)